# Загладін Микита Вадимович
Микита Вадимович Загладін (5 грудня 1951, Москва — 24 червня 2016, Москва) — радянський і російський політолог. Доктор історичних наук, професор, дійсний член Міжнародної академії інформатизації.

## Біографія
Батько, Вадим Загладин (1927—2006) — член ЦК КПРС, заступник завідувача міжнародним відділом ЦК, доктор філософських наук. Мати — Світлана Михайлівна (до шлюбу Козлова; 1929—1995) — співробітниця ІСЕМВ, доктор економічних наук, професор.
Закінчив факультет міжнародних відносин МДІМВ (1975) та аспірантуру цього ж інституту по кафедрі історії міжнародних відносин (1978). У 1978 році захистив кандидатську, а в 1986 році — докторську дисертацію. У 1997 році навчався у Федеральній академії державного управління МВС Німеччини.
У 1978—1992 роках співробітник АОН при ЦК КПРС. У 1992 році викладав у Єльському університеті. У 1992—2001 роках — завідувач кафедри зовнішньополітичної діяльності Росії РАГС при Президентові РФ.
З 2001 року працював в ІСЕМВ: завідувач відділом внутрішньополітичних процесів, завідувач центром порівняльних соціально-економічних та соціально-політичних досліджень.
Дружина Майя, діти Ілля та Анастасія.

## Роботи
- Автор підручників «Всесвітня історія. XX століття» і «Новітня історія зарубіжних країн» (М., 1999), рекомендованих Міністерством освіти РФ для старших класів загальноосвітньої школи.
- Монографія «США. Суспільство, влада, політика» (М., 2001) — рецензенти Р. Р. Дилигенский і Н. А. Косолапов